# Richie Furay
Richie Furay, nome completo Paul Richard Furay (Dayton, 9 maggio 1944), è un cantautore e chitarrista statunitense.
Membro della Rock & Roll Hall of Fame, è conosciuto per la sua attività negli anni '60 con i Buffalo Springfield con Stephen Stills, Neil Young, Bruce Palmer, e Dewey Martin. Il suo brano più famoso è Kind Woman, scritto per sua moglie Nancy. In seguito formerà i Poco.

## Carriera
Prima dei Buffalo Springfield, Furay è stato insieme a Stephen Stills nel gruppo the Au Go Go Singers (Roy Michaels, Rick Geiger, Jean Gurney, Michael Scott, Kathy King, Nels Gustafson, Bob Harmelink, Furay e Stills), la band del famoso Cafe Au Go Go di New York.
Alla fine degli anni '60 formò il gruppo country-rock dei Poco, con Jim Messina e Rusty Young. Furay lasciò i Poco nel 1974 per formare la Souther Hillman Furay Band. In seguito Furay formò un gruppo di ispirazione cristiana, la Richie Furay Band con Jay Truax, John Mehler, e Tom Stipe.
Dall'inizio degli anni '80 Furay è stato pastore di una chiesa cristiana a Broomfield (Colorado). Ha continuato ad esibirsi come singolo artista e occasionalmente con i Poco. Nell'estate 2006 ha aperto i concerti del gruppo degli America e di Linda Ronstadt.
Nel 2006 è stato pubblicato il CD The Heartbeat of Love che segna il ritorno di Furay alle sue origini country-rock.
Nel 2007 è stato in tour con una nuova formazione della Richie Furay Band ed ha registrato un doppio CD dal vivo. L'attività concertistica è proseguita nel 2008 e nel 2009 e Furay è apparso in numerosi show insieme ai Poco.
Dal 2011 collabora con The Piedmont Brothers Band di Marco Zanzi e Ron Martin come lead vocalist di alcune canzoni incise negli album PBB III (2011), Back to the country (2013) e A Piedmont Christmas (2015).
Nel 2015 è stato pubblicato il suo ultimo CD Hand in Hand, molto apprezzato da critica e pubblico statunitensi.

## Discografia parziale

### Album
Come membro dei Au Go-Go Singers:
- 1964 - Au Go-Go Singers (Con Stills) (Roulette Records)

Come membro dei Buffalo Springfield:
- 1966 - Buffalo Springfield (Atco)
- 1967 - Buffalo Springfield Again (Atco)
- 1968 - Last Time Around (Atco)

Come membro dei Poco:
- 1969 - Pickin' Up the Pieces (Epic Records)
- 1970 - Poco (Epic)
- 1971 - Deliverin' (Epic)
- 1971 - From the Inside (Epic)
- 1972 - A Good Feelin' to Know (Epic)
- 1973 - Crazy Eyes (Epic)
- 1989 - Legacy (RCA)

Come membro della Souther-Hillman-Furay Band:
- 1974 - The Souther-Hillman-Furay Band (Asylum Records)
- 1975 - Trouble in Paradise (Asylum)

Solo:
- 1976 - I've Got a Reason (Asylum Records)
- 1978 - Dance a Little Light (Asylum Records)
- 1979 - I Still Have Dreams (Asylum Records)
- 1982 - Seasons of Change (Myrrh Records)
- 1997 - In My Father's House (Calvary Chapel Records)
- 2005 - I Am Sure (FridayMusic Records)
- 2006 - The Heartbeat of Love (Always an Adventure Records)
- 2008 - Alive (Always an Adventure Records) Live, 2 CD
- 2015 - Hand in Hand (Entertainment One Records)
- 2017 - Live at My Father's Place August 31, 1976 (RockBeat Records) Live

Raccolte
- 1980 - Songs of Richie Furay (Epic Records)

The Richie Furay Band
- 2007 - Alive (2007) (FridayMusic)

### Singoli
- "Souther Hillman Furay" (1974) (Asylum)
- Souther Hillman Furay: "Safe at Home" / "Border Town".